# Helena Bukowska-Szlekys

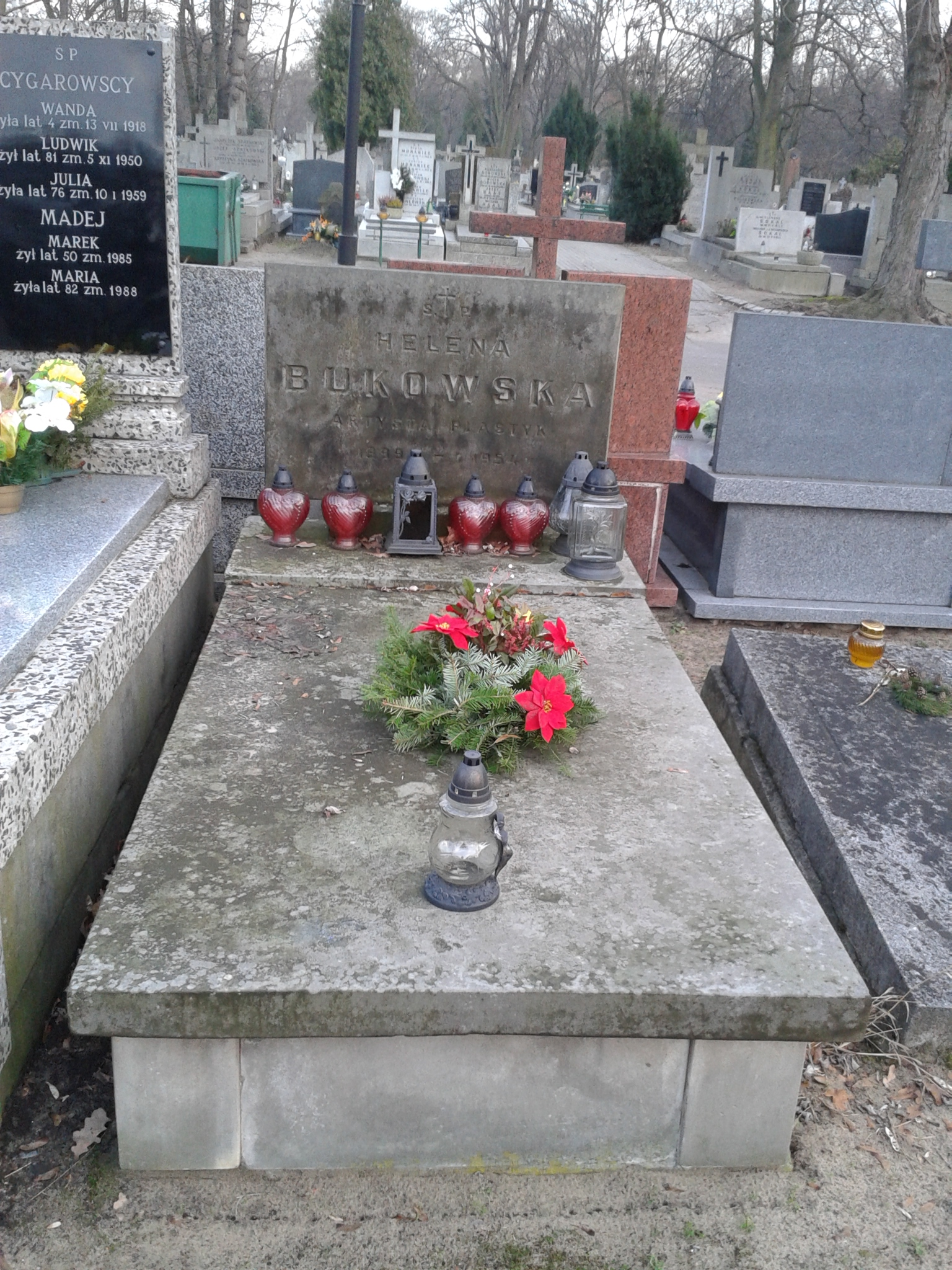
Grób Heleny Bukowskiej-Szlekys na cmentarzu Bródnowskim w Warszawie

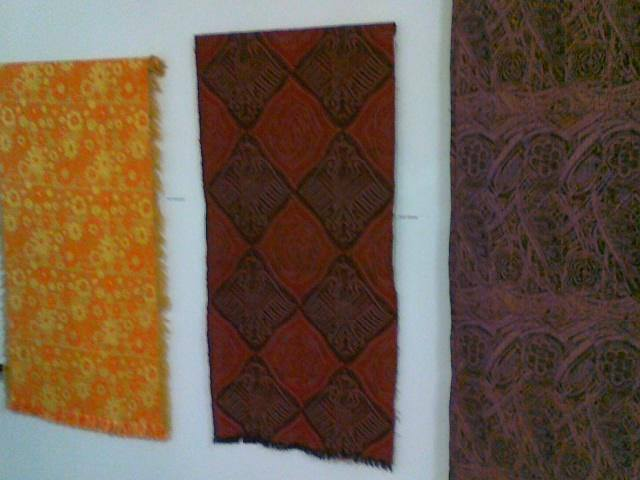
Pośrodku tkanina „Orły” projektu Heleny Bukowskiej-Szlekys

Helena Teodora Bukowska-Szlekys (ur. 2 marca 1899 na Syberii, zm. 2 maja 1954 w Craiovej, Rumunia) – polska artystka plastyczka, projektantka tkanin, pedagog.

## Życiorys
Jej ojcem był inżynier architekt, który wyjechał na Syberię, aby pracować przy budowie linii kolejowej. Naukę rozpoczęła w Petersburgu, a kontynuowała w Sewastopolu. Od 1919 mieszkała w Wilnie, gdzie rozpoczęła studia na Wydziale Sztuk Pięknych Uniwersytetu im. Stefana Batorego. Studiowała grafikę oraz malarstwo pod kierunkiem prof. Mieczysława Kotarbińskiego. Aby się utrzymać zarobkowała ucząc rysunku w należącej do hrabiny A. Mohl Szkole Instruktorek Tkactwa. Po czterech latach przeprowadziła się do Warszawy, aby tu kontynuować studia. Równolegle studiowała architekturę wnętrz pod kierunkiem prof. Józefa Czajkowskiego i malarstwo ścienne u prof. Edwarda Trojanowskiego. Poza nauką pracowała, była współzałożycielką Spółdzielni Artystów ŁAD, która powstała w 1926 w Warszawie. W 1933 objęła stanowisko kierownika Zakładu Tkactwa Akademii Sztuk Pięknych w Warszawie, pracowała tam prowadząc pracownię kilimów. Wcześniej, bo w 1936 obroniła dyplom z architektury wnętrz. To na czas studiów datuje się zainteresowanie Bukowskiej kilimami, nauczycielem tkactwa był prof. Wojciech Jastrzębowski, który ukierunkował studentów na czerpanie wzorców z tkactwa ludowego i orientalnych kobierców. Poza pracą w ASP i ŁAD-zie pełniła funkcję kierownika artystycznego i wykładowczyni w siedleckiej Żeńskiej Szkoły Zawodowej. Nowatorskie podejście do tradycyjnych tkanin i koronek zaowocowały wystawą w warszawskim Instytucie Propagandy Sztuki, która miała miejsce w 1936. Należy wspomnieć, że nie był to pierwszy taki pomysł Bukowskiej. W drugiej połowie lat 20. XX wieku przypomniała ona zapomnianą technikę tkactwa żakardowego. Najpierw wprowadziła ją do nauczania w ASP, a następnie wprowadziła do produkcji w ŁAD-zie. Żakardy z motywem „Widelec” Bukowskiej zostały użyte do wyposażenia polskiego konsulatu w Sztokholmie, a z motywem „Romby” do obicia ścian w sali posiedzeń Sejmu Śląskiego. Po 1945 ponownie tworzyła dla ŁAD-u, to wtedy stworzyła swoje największe dzieło, czyli tkaninę „Okrętową”, której użyto do wystroju wnętrza transatlantyku Stefan Batory. Od 1950 nawiązała współpracę z Instytutem Wzornictwa Przemysłowego, rok później była inicjatorką założenia Pracowni Tkactwa Artystycznego, które rozpoczęło działalność przy Związku Polskich Artystów Plastyków. Ostatni etap życia Bukowska poświęciła wzorom do przemysłowej produkcji dywanów. Nowością jak na tamte czasy były geometryczne motywy oraz kontrastowy dobór kolorów. Niestety próbna partia dywanów została wyprodukowana już po śmierci Heleny Bukowskiej. Podobnie było z gobelinem „Gołębie i dzieci”. W 1956 w Zachęcie miała miejsce wystawa poświęcona pamięci i dorobkowi zmarłej plastyczki, zaprezentowano na niej powojenną twórczość oraz niedokończone plany i projekty.
Helena Bukowska-Szlekys była projektantką tkanin tworzonych techniką nicielnicową i żakardową np. Biegacz (1948), a także kilimową np. Gołębie i dzieci (1954). Wypracowała własny styl, który był połączeniem tkaniny zabytkowej i elementów ludowych. Cechą charakterystyczną była ornamentyka figuralna i wielobarwność. Ponadto projektowała wzory dywanowe i projekty wdrażane przy produkcji tkanin użytkowych. Liczna kolekcja dzieł tej artystki należy do zbiorów Centralnego Muzeum Włókiennictwa w Łodzi.
Jej mężem był Olgierd Szlekys, architekt wnętrz, dekorator i malarz.
Zmarła w Rumunii, pochowana 6 maja 1954 na cmentarzu Bródnowskim w Warszawie (kwatera 46B-2-2).